# Gadesco-Pieve Delmona
Gadesco-Pieve Delmona är en kommun i provinsen Cremona i regionen Lombardiet i Italien. Kommunen hade 1 954 invånare (2018).